# Browning (Missouri)
Browning – miasto w Stanach Zjednoczonych, w stanie Missouri, w hrabstwie Linn.